# Mistrzostwa Europy w Lekkoatletyce 2016 – skok w dal kobiet
Skok w dal kobiet – jedna z konkurencji technicznych rozgrywanych podczas lekkoatletycznych mistrzostw Europy na Stadionie Olimpijskim w Amsterdamie.

## Terminarz
| Data    | Godzina |              |
| ------- | ------- | ------------ |
| 6 lipca | 18:40   | Kwalifikacje |
| 8 lipca | 19:20   | Finał        |

## Rekordy
|                                        | Zawodniczka        | Wynik | Miejsce   | Data                  |
| -------------------------------------- | ------------------ | ----- | --------- | --------------------- |
| Rekord świata                          | Galina Czistiakowa | 7,52  | Leningrad | 11 czerwca 1988(dts)  |
| Rekord Europy                          | Galina Czistiakowa | 7,52  | Leningrad | 11 czerwca 1988(dts)  |
| Rekord mistrzostw Europy               | Heike Drechsler    | 7,30  | Split     | 28 sierpnia 1990(dts) |
| Najlepszy wynik na świecie w 2016 roku | Sosthene Moguenara | 7,16  | Weinheim  | 28 maja 2016(dts)     |
| Najlepszy wynik w Europie w 2016 roku  | Sosthene Moguenara | 7,16  | Weinheim  | 28 maja 2016(dts)     |

## Rezultaty

### Kwalifikacje
Awans: 6,60 m (Q) lub 12 najlepszych rezultatów (q)
| Poz. | Grupa | Zawodniczka            | Reprezentacja   | Próby | Próby | Próby | Wynik | Uwagi |
| Poz. | Grupa | Zawodniczka            | Reprezentacja   | 1     | 2     | 3     | Wynik | Uwagi |
| ---- | ----- | ---------------------- | --------------- | ----- | ----- | ----- | ----- | ----- |
| 1.   | A     | Ivana Španović         | Serbia          | 6,90  |       |       | 6,90  | Q     |
| 2.   | A     | Malaika Mihambo        | Niemcy          | 6,29  | 6,55  | 6,76  | 6,76  | Q     |
| 3.   | A     | Ksenija Balta          | Estonia         | 6,32  | x     | 6,64  | 6,64  | Q     |
| 4.   | B     | Karin Melis Mey        | Turcja          | x     | 6,46  | 6,55w | 6,55w | q     |
| 5.   | A     | Alexandra Wester       | Niemcy          | 6,53  | 6,39w | 6,06  | 6,53  | q     |
| 6.   | B     | Maryna Bech            | Ukraina         | 6,31  | 6,35  | 6,50  | 6,50  | q     |
| 7.   | A     | Jazmin Sawyers         | Wielka Brytania | x     | 6,48  | 6,49  | 6,49  | q     |
| 8.   | B     | Nadia Akpana Assa      | Norwegia        | 5,90  | 6,24  | 6,48w | 6,48w | q     |
| 9.   | A     | Jana Velďáková         | Słowacja        | x     | 6,45  | 6,47w | 6,47w | q     |
| 10.  | B     | Khaddi Sagnia          | Szwecja         | 5,03  | x     | 6,47  | 6,47  | q     |
| 11.  | B     | Nadja Käther           | Niemcy          | 6,44  | 6,46  | 6,36  | 6,46  | q     |
| 12.  | A     | Anna Kornuta           | Ukraina         | x     | 6,46  | 6,41  | 6,46  | q     |
| 13.  | B     | María del Mar Jover    | Hiszpania       | x     | 6,43  | 6,34  | 6,43  |       |
| 14.  | B     | Chaido Aleksuli        | Grecja          | 6,23  | 6,43  | x     | 6,43  |       |
| 15.  | B     | Hafdís Sigurdjardóttir | Islandia        | 6,11  | 6,35  | 6,21  | 6,35  |       |
| 16.  | A     | Juliet Itoya           | Hiszpania       | 6,16  | 6,35w | 6,09  | 6,35w |       |
| 17.  | A     | Nektaria Panaji        | Cypr            | x     | 6,24  | 6,33  | 6,33  |       |
| 18.  | B     | Lorraine Ugen          | Wielka Brytania | 6,33w | x     | 6,19  | 6,33w |       |
| 19.  | A     | Erica Jarder           | Szwecja         | x     | 6,33w | x     | 6,33w |       |
| 19.  | B     | Malin Marmbrandt       | Szwecja         | x     | 6,33w | x     | 6,33w |       |
| 21.  | A     | Neja Filipič           | Słowenia        | 6,24  | 6,01  | 6,21w | 6,24  |       |
| 22.  | B     | Anna Łuniowa           | Ukraina         | 5,72  | 6,20w | 6,09  | 6,20w |       |
| 23.  | B     | Jogailė Petrokaitė     | Litwa           | x     | 6,17  | x     | 6,17  |       |
| 24.  | A     | Efthimia Kolokitha     | Grecja          | x     | 5,91w | 5,88  | 5,91w |       |
|      | A     | Aiga Grabuste          | Łotwa           | x     | r     |       | NM    |       |
|      | B     | Shara Proctor          | Wielka Brytania |       |       |       | DNS   |       |

### Finał
| Poz. | Zawodniczka       | Reprezentacja   | Próby | Próby | Próby | Próby | Próby | Próby | Wynik | Uwagi |
| Poz. | Zawodniczka       | Reprezentacja   | 1     | 2     | 3     | 4     | 5     | 6     | Wynik | Uwagi |
| ---- | ----------------- | --------------- | ----- | ----- | ----- | ----- | ----- | ----- | ----- | ----- |
| 01 ! | Ivana Španović    | Serbia          | x     | 6,94  | 6,81  | 6,71  | 6,72  | x     | 6,94  |       |
| 02 ! | Jazmin Sawyers    | Wielka Brytania | 6,25  | 6,63  | 6,86w | 6,78w | 5,13  | x     | 6,86w |       |
| 03 ! | Malaika Mihambo   | Niemcy          | 6,50w | 6,23  | 6,63  | 6,65  | 6,54  | x     | 6,65  |       |
| 4.   | Ksenija Balta     | Estonia         | 6,65  | 6,61  | 6,57  | 6,44  | 6,48  | 6,60  | 6,65  | SB    |
| 5.   | Karin Melis Mey   | Turcja          | 6,62  | 6,48  | 6,29  | 6,55  | 6,42  | 6,49  | 6,62  |       |
| 6.   | Khaddi Sagnia     | Szwecja         | x     | 6,59  | x     | 6,37  | x     | 6,41  | 6,59  |       |
| 7.   | Alexandra Wester  | Niemcy          | 6,51  | 6,26  | 6,50w | 6,14  | 6,21  | r     | 6,51  |       |
| 8.   | Nadia Akpana Assa | Norwegia        | 6,32  | 6,51  | 6,45  | 6,40  | 6,12  | 6,13  | 6,51  |       |
| 9.   | Nadja Käther      | Niemcy          | 6,45  | x     | 6,48w | —     | —     | —     | 6,48w |       |
| 10.  | Jana Velďáková    | Słowacja        | 6,27w | 6,47w | x     | —     | —     | —     | 6,47w |       |
| 11.  | Anna Kornuta      | Ukraina         | 6,42  | x     | x     | —     | —     | —     | 6,42  |       |
| 12.  | Maryna Bech       | Ukraina         | x     | x     | 6,29  | —     | —     | —     | 6,29  |       |